# Cremastosperma megalophyllum
Espèce
Statut de conservation UICN

 VU D2 : Vulnérable
Cremastosperma megalophyllum est une espèce de plantes à fleurs de la famille des Annonaceae trouvée en Colombie, en Équateur et au Pérou.

## Publication originale
- Acta Horti Bergiani 10(2): 329–330. 1931.